# Гай Салустий Крисп Пасиен
Гай Салустий Крисп Пасиен (на латински: Gaius Sallustius Crispus Passienus) е знаменит сенатор на ранната Римска империя през 1 век.

## Биография
Произлиза от Визелиум. Син е на Луций Пасиен Руф (консул 4 пр.н.е.) и осиновен внук и биологичен прапраплеменник на историка Салустий.
Той е могъщ, богат и влиятелен. През 27 г. става суфектконсул заедно с Публий Корнелий Лентул. През 42/43 г. e проконсул на провинция Азия и през 44 г. е за втори път консул, този път consul ordinarius с колега Тит Статилий Тавър.
През 33 г. се жени за Домиция, дъщеря на Антония Старша и Луций Домиций Ахенобарб. Тя е племенница на император Август и сестра на Домиция Лепида и Гней Домиций Ахенобарб, който със съпругата си Агрипина Младша е баща на император Нерон. Така Домиция е леля на Нерон.
През 40 г. овдовялата Агрипина се връща със сина си Нерон през 41 г. от изгнанието си. По настояване на император Клавдий той се развежда с Домиция в края на февруари – началото на март 41 г. и се жени за Агрипина.
Пасиен умира през 47 г. Според Светоний той е отровен от Агрипина и е погребан с държавни почести.